# Hagar Peeters
Hagar Peeters (Amsterdam, 12 mei 1972) is een Nederlandse dichter en romanschrijver.

## Biografie

### Literair werk
Hagar Peeters schreef al voor haar twintigste gedichten. Nog voordat ze een bundel had uitgebracht, brak ze als 'rapdichter' door op het Double Talk-festival in 1997. Peeters debuteerde in 1999 met de bundel Genoeg gedicht over de liefde vandaag. Deze werd genomineerd voor de NPS-Cultuurprijs. In 2003 verscheen Koffers Zeelucht, dat bekroond werd met de J.C. Bloemprijs en de Jo Peters Poëzieprijs 2004. Als onderdeel van deze prijs verscheen in beperkte oplage de bundel Nachtzwemmen Het gedicht 'Droombeeld' werd bekroond met de Nationale Gedichtendagprijs. In 2005 werd zij genomineerd voor de Anna Bijns Prijs.
In 2005 werd Peeters door Nederlandse en Vlaamse scholieren verkozen tot Jeugddichter des Vaderlands. In 2009 stond zij met vier anderen op de shortlist voor de "Dichter des Vaderlands"-verkiezing.
In 2012 zong Herman van Veen twee van haar gedichten op het album Vandaag van Herman van Veen, te weten "Adieu" en "Ook wij, Titaantjes" uit haar bundels Wasdom en Koffers zeelucht. Eerder al zongen Wende Snijders en Martin Buitenhuis (Van Dik Hout) gedichten van Hagar Peeters.
In 2015 verscheen haar eerste roman, Malva, over Malva Marina Reyes, het 'vergeten' Nederlandse kind van de Nederlands-Indische Maria Hagenaar en haar man, de Chileense dichter en Nobelprijswinnaar Pablo Neruda. Ze kreeg hiervoor in 2016 de Fintro Literatuurprijs en de roman werd vertaald in het Engels, Spaans, Arabisch, Frans, Duits en Kroatisch. In 2019 zag haar dichtbundel De schrijver is een alleenstaande moeder het licht.

### Niet-literair werk
Na haar studie was zij redacteur bij het Historisch nieuwsblad. In 2019-2020 was zij op uitnodiging van het Letterenfonds een semester lang writer in residence bij het NIAS-KNAW in Amsterdam voor haar onderzoek naar de verhouding tussen schrijverschap en alleenstaand moederschap, ter voorbereiding van een trilogie over dit onderwerp. In september 2019 is het eerste deel hiervan verschenen als dichtbundel, zie Bibliografie. Het vervolg zal bestaan uit proza-exercities en filosofische beschouwingen.

### Opleiding
Hagar Peeters studeerde Cultuur-, Mentaliteits- en Ideeëngeschiedenis vanaf de Verlichting en Algemene Letteren (cum laude) aan de Universiteit Utrecht en was gastredacteur voor het satirische studentenweekblad Propria Cures. Voor haar doctoraalscriptie Gerrit de Stotteraar - Biografie van een boef ontving zij de Nationale Scriptieprijs 2001 van Het Parool en de Universiteit van Amsterdam en ook de Utrechtse Boekhandelsprijs van de Universiteit Utrecht. Deze criminologische en cultuurhistorische studie naar de roemruchte inbreker Gerrit de Stotteraar (1920) en het naoorlogse resocialisatiestreven in de Nederlandse strafrechtspraktijk werd in een uitgebreide handelseditie in boekvorm uitgegeven door uitgeverij Podium.

### Persoonlijk leven
Peeters is de dochter van socioloog en journalist Herman Vuijsje, nicht van schrijver Robert Vuijsje en journalist en biograaf Marja Vuijsje.

## Onderscheidingen
- 1999 NPS-Cultuurprijs (nominatie) voor Genoeg gedicht over de liefde vandaag
- 2001 Nationale Scriptieprijs en Utrechtse Boekhandelsprijs voor Gerrit de Stotteraar - Biografie van een boef
- 2003 J.C. Bloemprijs voor Koffers Zeelucht
- 2004 Jo Peters Poëzieprijs voor Koffers Zeelucht
- 2005 Anna Bijns Prijs (nominatie)
- 2005 Jeugddichter des Vaderlands
- 2005 Nationale Gedichtendagprijs voor 'Droombeeld' uit Nachtzwemmen
- 2009 Dichter des Vaderlands (shortlist)
- 2016 Fintro Literatuurprijs (voorheen Gouden Boekenuil) voor Malva, genomineerd voor de Opzij Literatuurprijs, de Libris Literatuurprijs, de Bronzen Uil, de Inktaap en de ANV Debutantenprijs